# Frieder Venus
Frieder Venus (* 1950 in Zittau) ist ein deutscher Schauspieler und Theaterregisseur.

## Leben
Nach dem Abitur machte Frieder Venus zunächst eine Facharbeiterausbildung zum Maurer, ehe er sich von 1970 bis 1974 an der Theaterhochschule Leipzig zum diplomierten Schauspieler ausbilden ließ. Bereits während seines Studiums spielte er am Staatstheater Dresden den Mephisto im Urfaust in einer Inszenierung von Rudolf Donath. Ein erstes Festengagement erhielt er 1976 am Landestheater Eisenach, wo er 1978 mit Georg Büchner – Traumtanz zum ersten Mal ein eigenes Stück inszenierte. Wegen Gründung einer freien Künstlergemeinschaft erhielt Venus 1980 ein vorübergehendes Berufsverbot. Neben weiteren Festverträgen am Landestheater Neustrelitz, dem neuen theater Halle und der Berliner Volksbühne, trat Venus gastweise an zahlreichen anderen Bühnen auf, häufig in Berlin, so am Theater unterm Dach, am Hackeschen Hoftheater und dem Hebbel-Theater, ferner am Landestheater Altenburg. Gastverträge führten Venus zwischen 2003 und 2007 an das Theater Schwedt, 2008 und 2009 ans Staatstheater Cottbus.
Bekannte Rollen Venus‘ waren neben dem Mephisto der Tybalt in Romeo und Julia von William Shakespeare, Lerse im Götz von Berlichingen von Johann Wolfgang von Goethe, die Titelrolle in Molière von Michail Bulgakow, Faust in beiden Teilen von Goethes gleichnamigem Stück oder Prospero in Der Sturm von Shakespeare. Für seine Darstellung des Tschu-Jün in Volker Brauns Stück Großer Frieden in der Regie von Peter Sodann am Neuen Theater Halle wurde Venus 1986 mit dem Hans-Otto-Preis ausgezeichnet.
An der Berliner Volksbühne absolvierte Frieder Venus von 1987 bis 1991 eine Ausbildung zum Regisseur durch Horst Hawemann und wirkte in der Folgezeit an Inszenierungen Hawemanns mit. Eigene Inszenierungen brachte er in Halle heraus, an den Sophiensælen in Berlin, am Theater unterm Dach, am Stadttheater Köpenick und an den Landesbühnen Sachsen.
Seit 1992 unterrichtet Venus außerdem Schauspiel in der Abteilung Puppenspiel an der Hochschule für Schauspielkunst „Ernst Busch“ Berlin. Auftritte hatte er in dieser Sparte in Halle und dem Theater des Lachens in Frankfurt/Oder.
Seit Beginn der 1980er-Jahre dreht Venus auch immer wieder für Film und Fernsehen. Bernhard Wicki besetzte ihn 1985 in seiner Verfilmung des Romans Sansibar oder der letzte Grund von Alfred Andersch, 1992 spielte er in Deutschfieber, der Fortsetzung des Films Der Willi-Busch-Report, 2008 in der deutsch-US-amerikanischen Kinoproduktion Der Vorleser. Gastauftritte hatte Venus in Serien wie Die Rosenheim-Cops, SOKO Wismar oder Löwenzahn. 2010 verkörperte er in 11 Folgen die Figur des Johann Wallenberg in der Telenovela Alisa – Folge deinem Herzen.
Frieder Venus lebt in Berlin.

## Filmografie (Auswahl)
- 1982: Der König und sein Dieb
- 1985: Der Sohn des Schützen
- 1987: Merkwürdiges Beispiel einer weiblichen Rache
- 1987: Sansibar oder Der letzte Grund
- 1989: Narrenweisheit
- 1989: Die verschwundene Miniatur
- 1990: Drei Wohnungen
- 1990: Pause für Wanzka
- 1991: Hüpf, Häschen hüpf (Fernsehfilm)
- 1992: Deutschfieber
- 1992: Karl May (6 Folgen als Fotograf)
- 1994: Salto Postale – Die Vertretung
- 1994: Tatort – Der Rastplatzmörder
- 1994: Elbflorenz – Neues Haus am alten Strom
- 1996: Immer wieder Sonntag – Das Sommerfest
- 1996: Tatort – Bei Auftritt Mord
- 1999: Unser Charly – Sieg der Wahrheit
- 2003: Dr. Sommerfeld – Neues vom Bülowbogen – Wildschweine mögen Schokolade
- 2008: SOKO Wismar – Tiefe Wunden
- 2008: Der Vorleser
- 2009: Pink
- 2010: Alisa – Folge deinem Herzen (11 Folgen)
- 2011: Am Ende die Hoffnung
- 2012: Die Rosenheim-Cops – Jagd auf Watzmann
- 2012: SOKO Stuttgart – Gerechtigkeit
- 2012: Löwenzahn – Steinzeit – Die gefälschte Venus
- 2012: Rosa Roth – Trauma
- 2012: Tatort – Alles hat seinen Preis
- 2012: Heiter bis tödlich: Akte Ex – Mord am Weinberg
- 2013: Bella Dilemma – Drei sind einer zu viel
- 2016: Familie Dr. Kleist – Hopp oder Topp
- 2016: Schubert in Love
- 2017: Kommissar Marthaler – Die Sterntaler-Verschwörung
- 2018: Krügers Odyssee
- 2018: Ihr seid natürlich eingeladen
- 2018: Die Hälfte der Welt gehört uns – Als Frauen das Wahlrecht erkämpften (Dokudrama)
- 2019: Rosamunde Pilcher – Morgens stürmisch, abends Liebe
- 2021: In aller Freundschaft – Die Krankenschwestern – Die goldene Mitte
- 2022: Morden im Norden – Perfides Spiel
- 2022: Alle wollen geliebt werden
- 2023: Oderbruch
- 2024: WaPo Berlin (1 Folge)
- 2025: Einspruch, Schatz! – Schwesterherz
- 2025: Praxis mit Meerblick – Volle Kraft voraus

## Hörspiele
- 2015: Antichrist – Autorin: Anja Herrenbrück – Regie: Thomas Leutzbach und Anja Herrenbrück